# Eccellenza Emilia-Romagna 2024-2025
Il campionato italiano di calcio di Eccellenza regionale 2024-2025 è il trentaquattresimo organizzato in Italia. Rappresenta il quinto livello del calcio italiano ed è organizzato su base regionale. Questa voce approfondisce il torneo organizzato in Emilia-Romagna.

## Stagione
Per la stagione 2024-2025 le squadre aventi diritto all'iscrizione sono 36: le 26 rimaste dalla scorsa stagione, le due retrocesse dalla Serie D (Borgo San Donnino e Mezzolara), le quattro vincitrici dei gironi del campionato di Promozione (Gotico Garibaldina, Vianese, Osteria Grande e Sampierana), la vincente di Coppa Promozione 2023-2024 (Sporting Scandiano) e tre vincenti dei play-off Promozione 2023-2024 (Arcetana, Solarolo e Faenza).

### Formula
La prima classificata di ciascun girone è promossa direttamente alla categoria superiore, mentre per decretare la squadra di ciascun girone che parteciperà agli spareggi nazionali verranno disputati i play-off in casa della meglio classificata, considerata vincente anche in caso di pareggio dopo i tempi supplementari: la vincente della seconda contro la quinta contro la vincente della terza contro la quarta. Le retrocessioni sono quattro per girone, per un totale di otto squadre: le ultime due retrocedono direttamente, mentre altre due squadre retrocedono dopo i play-out, che si disputeranno in gara unica in casa della squadra meglio classificata che si salva in caso di vittoria o pareggio dopo i tempi supplementari, tra la 13ª e la 16ª classificata e tra la 14ª e la 15ª classificata. Se il distacco tra le squadre interessate a tutti gli spareggi risulta maggiore o uguale a sette punti, lo spareggio non avviene e perde direttamente la squadra peggio classificata.

#### Aggiornamenti
Come da regolamento, se due squadre arrivano a pari punti al primo posto, si procede ad uno spareggio in gara unica su campo neutro con eventuali tempi supplementari e calci di rigore. Gli spareggi si giocano l'11 maggio e/o il 18 maggio 2025, tutti alle ore 16,30.

## Girone A

### Squadre partecipanti
| Club                   | Città                                | Stadio                                            | Stagione precedente                |
| ---------------------- | ------------------------------------ | ------------------------------------------------- | ---------------------------------- |
| Agazzanese             | Agazzano (PC)                        | Stadio Felice Baldini                             | 8º posto in Eccellenza/A           |
| Arcetana               | Arceto di Scandiano (RE)             | Stadio Comunale                                   | 3º posto in Promozione/B, promossa |
| Borgo San Donnino      | Fidenza (PR)                         | Stadio Dario Ballotta                             | 15º posto in Serie D/D, retrocessa |
| Brescello Piccardo     | Brescello (RE)                       | Stadio Giovanni Morelli                           | 7º posto in Eccellenza/A           |
| Colorno                | Colorno (PR)                         | Stadio Comunale                                   | 6º posto in Eccellenza/A           |
| Correggese             | Correggio (RE)                       | Stadio Walter Borelli                             | 3º posto in Eccellenza/A           |
| Fabbrico               | Fabbrico (RE)                        | Stadio Camillo Soprani                            | 9º posto in Eccellenza/A           |
| Fidentina              | Fidenza (PR)                         | Stadio Dario Ballotta                             | 15º posto in Eccellenza/A          |
| Gotico Garibaldina     | Piacenza                             | Centro Sportivo Gianni Levoni                     | 1º posto in Promozione/A, promosso |
| Nibbiano & Valtidone   | Nibbiano di Alta Val Tidone (PC)     | Stadio Armando Molinari                           | 4º posto in Eccellenza/A           |
| Real Formigine         | Formigine (MO)                       | Stadio Franco Pincelli                            | 10º posto in Eccellenza/A          |
| Rolo                   | Rolo (RE)                            | Campo Comunale ("B")                              | 11º posto in Eccellenza/A          |
| Salsomaggiore          | Salsomaggiore Terme (PR)             | Stadio Clemente Francani                          | 12º posto in Eccellenza/A          |
| Sporting Scandiano     | Scandiano (RE)                       | Stadio Andrea Torelli                             | 7º posto in Promozione/B, promosso |
| Terre di Castelli 1907 | Castelvetro di Modena e Vignola (MO) | Stadio William Venturelli (Castelvetro di Modena) | 2º posto in Eccellenza/A           |
| Vianese                | Viano (RE)                           | Stadio Comunale                                   | 1º posto in Promozione/B, promosso |
| Virtus Castelfranco    | Castelfranco Emilia (MO)             | Stadio Fausto Ferrarini                           | 5º posto in Eccellenza/A           |
| Zola Predosa           | Zola Predosa (BO)                    | Stadio Enrico Filippetti (Riale)                  | 13º posto in Eccellenza/A          |

### Classifica finale
|  | Pos. | Squadra                | Pt | G  | V  | N  | P  | GF | GS  | DR   |
|  | ---- | ---------------------- | -- | -- | -- | -- | -- | -- | --- | ---- |
|  | 1.   | Correggese             | 71 | 34 | 20 | 11 | 3  | 63 | 22  | +41  |
|  | 2.   | Nibbiano & Valtidone   | 71 | 34 | 21 | 8  | 5  | 67 | 23  | +44  |
|  | 3.   | Vianese                | 69 | 34 | 19 | 12 | 3  | 70 | 22  | +48  |
|  | 4.   | Brescello Piccardo     | 60 | 34 | 17 | 9  | 8  | 48 | 25  | +23  |
|  | 5.   | Terre di Castelli 1907 | 59 | 34 | 16 | 11 | 7  | 61 | 32  | +29  |
|  | 6.   | Agazzanese             | 56 | 34 | 14 | 14 | 6  | 55 | 34  | +21  |
|  | 7.   | Fidentina              | 55 | 34 | 15 | 10 | 9  | 47 | 37  | +10  |
|  | 8.   | Zola Predosa           | 54 | 34 | 13 | 15 | 6  | 42 | 30  | +12  |
|  | 9.   | Salsomaggiore          | 46 | 34 | 10 | 16 | 8  | 50 | 44  | +6   |
|  | 10.  | Borgo San Donnino      | 45 | 34 | 13 | 6  | 15 | 52 | 51  | +1   |
|  | 11.  | Fabbrico               | 44 | 34 | 12 | 8  | 14 | 36 | 50  | -14  |
|  | 12.  | Real Formigine         | 43 | 34 | 11 | 9  | 14 | 32 | 38  | -6   |
|  | 13.  | Arcetana               | 39 | 34 | 9  | 12 | 13 | 40 | 56  | -16  |
|  | 14.  | Rolo                   | 32 | 34 | 7  | 11 | 16 | 36 | 48  | -12  |
|  | 15.  | Gotico Garibaldina     | 32 | 34 | 8  | 8  | 18 | 36 | 44  | -8   |
|  | 16.  | Colorno                | 30 | 34 | 7  | 9  | 18 | 30 | 56  | -26  |
|  | 17.  | Sporting Scandiano     | 25 | 34 | 6  | 7  | 21 | 21 | 60  | -39  |
|  | 18.  | Virtus Castelfranco    | 0  | 34 | 0  | 0  | 34 | 11 | 125 | -114 |

Legenda:
       Promosso in Serie D 2025-2026.
       ammesso agli spareggi nazionali.
 ammesso ai  play-off o ai play-out.
       Retrocesso in Promozione 2025-2026.
Regolamento:
Tre punti a vittoria, uno a pareggio, zero a sconfitta.
In caso di arrivo di due o più squadre a pari punti, la graduatoria verrà stilata secondo la classifica avulsa tra le squadre interessate che prevede, in ordine, i seguenti criteri:
- Punti negli scontri diretti.
- Differenza reti negli scontri diretti.
- Differenza reti generale.
- Reti realizzate in generale.
- Sorteggio.

### Risultati

#### Tabellone
|                      | Aga  | Arc  | BSD  | Bre  | Col  | Cor  | Fab  | Fid  | Got  | Nib  | RFo  | Rol  | Sal  | Spo  | TdC  | Via  | VCa  | ZPr    |
| -------------------- | ---- | ---- | ---- | ---- | ---- | ---- | ---- | ---- | ---- | ---- | ---- | ---- | ---- | ---- | ---- | ---- | ---- | ------ |
| Agazzanese           | –––– | 2-0  | 1-2  | 2-2  | 1-0  | 2-3  | 3-1  | 2-0  | 1-0  | 2-2  | 0-1  | 2-0  | 3-3  | 1-2  | 2-1  | 1-1  | 6-0  | 0-0    |
| Arcetana             | 0-0  | –––– | 2-2  | 1-4  | 1-0  | 0-4  | 0-1  | 0-3  | 2-1  | 1-1  | 0-0  | 0-0  | 5-2  | 0-0  | 0-3  | 0-4  | 6-1  | 4-4    |
| Borgo San Donnino    | 3-4  | 4-1  | –––– | 1-3  | 3-0  | 1-2  | 0-1  | 0-5  | 1-2  | 1-2  | 4-2  | 1-1  | 2-2  | 4-0  | 1-0  | 1-3  | 4-1  | 0-0    |
| Brescello Piccardo   | 1-1  | 3-1  | 1-0  | –––– | 0-0  | 0-2  | 1-0  | 1-1  | 0-0  | 1-1  | 1-0  | 1-0  | 4-0  | 4-0  | 3-1  | 0-3  | 4-0  | 0-2    |
| Colorno              | 2-2  | 2-3  | 0-2  | 0-2  | –––– | 0-4  | 0-1  | 0-1  | 1-0  | 2-3  | 1-2  | 0-0  | 2-2  | 1-0  | 2-0  | 2-2  | 3-0  | 1-1    |
| Correggese           | 1-1  | 3-0  | 3-0  | 0-0  | 2-0  | –––– | 2-0  | 0-2  | 2-0  | 1-0  | 0-2  | 0-0  | 2-1  | 2-0  | 0-0  | 0-0  | 5-1  | 1-3    |
| Fabbrico             | 1-0  | 1-2  | 3-2  | 0-2  | 2-2  | 2-2  | –––– | 1-1  | 0-0  | 0-3  | 2-2  | 2-1  | 1-2  | 1-2  | 2-2  | 1-4  | 2-0  | 0-0    |
| Fidentina            | 0-0  | 2-2  | 1-0  | 2-0  | 2-1  | 2-2  | 2-1  | –––– | 2-1  | 0-1  | 2-1  | 2-3  | 1-1  | 3-0  | 1-4  | 1-0  | 3-0  | 1-2    |
| Gotico Garibaldina   | 0-2  | 1-2  | 1-0  | 1-2  | 3-0  | 1-2  | 4-0  | 3-1  | –––– | 0-4  | 2-0  | 1-2  | 1-1  | 0-0  | 0-1  | 0-4  | 3-0  | 1-2    |
| Nibbiano & Valtidone | 1-1  | 1-0  | 0-1  | 2-0  | 4-1  | 1-1  | 3-1  | 2-0  | 1-1  | –––– | 2-0  | 3-1  | 2-0  | 3-0  | 0-0  | 1-2  | 3-1  | 0-1    |
| Real Formigine       | 0-0  | 2-0  | 0-1  | 0-0  | 1-2  | 0-3  | 0-0  | 2-2  | 1-0  | 0-1  | –––– | 1-1  | 1-0  | 0-1  | 0-2  | 0-0  | 1-0  | 0-0    |
| Rolo                 | 0-0  | 1-1  | 3-3  | 0-1  | 3-1  | 0-1  | 0-2  | 0-1  | 1-1  | 0-3  | 1-2  | –––– | 0-2  | 3-1  | 0-1  | 0-4  | 4-0  | 3-1    |
| Salsomaggiore Terme  | 2-1  | 1-1  | 2-0  | 0-0  | 1-1  | 0-1  | 1-2  | 0-0  | 3-1  | 2-1  | 1-0  | 0-0  | –––– | 5-1  | 1-3  | 0-0  | 2-0  | 0-0    |
| Sporting Scandiano   | 1-3  | 0-0  | 0-1  | 1-3  | 0-1  | 1-3  | 0-1  | 1-0  | 1-1  | 0-1  | 1-5  | 0-0  | 1-1  | –––– | 0-3  | 0-2  | 2-0  | 0-2    |
| Terre di Castelli    | 2-2  | 2-2  | 1-1  | 1-0  | 4-0  | 0-0  | 3-0  | 4-0  | 2-1  | 0-3  | 1-2  | 3-1  | 2-2  | 3-1  | –––– | 1-1  | 3-0  | 1-1    |
| Vianese              | 0-3  | 0-1  | 3-1  | 1-0  | 4-0  | 0-0  | 4-0  | 2-2  | 1-1  | 0-0  | 4-1  | 4-2  | 2-2  | 2-0  | 2-0  | –––– | 5-0  | 0-0    |
| Virtus Castelfranco  | 1-2  | 0-2  | 1-3  | 0-4  | 0-2  | 1-8  | 0-3  | 0-1  | 0-3  | 1-9  | 1-3  | 0-3  | 2-7  | 0-3  | 0-6  | 0-3  | –––– | 0-2    |
| Zola Predosa         | 1-2  | 1-0  | 0-2  | 1-0  | 0-0  | 1-1  | 0-1  | 0-0  | 2-1  | 1-3  | 2-0  | 3-2  | 1-1  | 1-1  | 1-1  | 1-3  | 5-0  | ––––\| |

### Spareggi

#### Spareggio 1° posto
|            | Risultato |                      | Luogo, data e ora                             |
| ---------- | --------- | -------------------- | --------------------------------------------- |
| Correggese | 2-1       | Nibbiano & Valtidone | Fiorenzuola d'Arda, 11 maggio 2025, ore 16:30 |
|            |           |                      |                                               |

#### Play-off
|  | Semifinali | Semifinali           | Semifinali |         |                      | Finale | Finale | Finale |  |
|  |            |                      |            |         |                      |        |        |        |  |
|  | 2          | Nibbiano & Valtidone |            |         |                      |        |        |        |  |
|  | 2          | Nibbiano & Valtidone |            |         |                      |        |        |        |  |
|  | 5          | [ 7 ]                |            |         |                      |        |        |        |  |
|  | 5          | [ 7 ]                |            | 2       | Nibbiano & Valtidone | 0      |        |        |  |
|  |            |                      |            | 2       | Nibbiano & Valtidone | 0      |        |        |  |
|  |            |                      | 3          | Vianese | 1                    |        |        |        |  |
|  | 3          | Vianese              | 3          | Vianese | 1                    |        |        |        |  |
|  | 3          | Vianese              |            |         |                      |        |        |        |  |
|  | 4          | [ 7 ]                |            |         |                      |        |        |        |  |

##### Finale
|                      | Risultato |         | Luogo e data                        |
| -------------------- | --------- | ------- | ----------------------------------- |
| Nibbiano & Valtidone | 0-1       | Vianese | Piacenza, 18 maggio 2025, ore 16:30 |
|                      |           |         |                                     |

#### Play-out
|      | Risultato |                    | Luogo e data                    |
| ---- | --------- | ------------------ | ------------------------------- |
| Rolo | 1-0       | Gotico Garibaldina | Rolo, 11 maggio 2025, ore 16:30 |
|      |           |                    |                                 |

## Girone B

### Squadre partecipanti
| Club               | Città                                          | Stadio                                | Stagione precedente                |
| ------------------ | ---------------------------------------------- | ------------------------------------- | ---------------------------------- |
| Castenaso          | Castenaso (BO)                                 | Stadio Guerrino Negrini               | 8º posto in Eccellenza/B           |
| Faenza             | Faenza (RA)                                    | Stadio Bruno Neri                     | 4º posto in Promozione/D, promosso |
| Futball Cava Ronco | Forlì                                          | Antistadio Tullo Morgagni             | 11º posto in Eccellenza/B          |
| Gambettola         | Gambettola (FC)                                | Stadio Comunale                       | 4º posto in Eccellenza/B           |
| Granamica          | Granarolo dell'Emilia (BO)                     | Stadio Luciano Bonarelli              | 2º posto in Eccellenza/B           |
| Massa Lombarda     | Massa Lombarda (RA)                            | Stadio Comunale Dini-Salvalai         | 9º posto in Eccellenza/B           |
| Medicina Fossatone | Medicina (BO)                                  | Stadio Enghel Bambi                   | 6º posto in Eccellenza/B           |
| Mezzolara          | Mezzolara di Budrio (BO)                       | Stadio Pietro Zucchini                | 17º posto in Serie D/D, retrocessa |
| Osteria Grande     | Osteria Grande di Castel San Pietro Terme (BO) | Centro Sportivo Ferrante-Ungarelli    | 1º posto in Promozione/C, promosso |
| Pietracuta         | Pietracuta di San Leo (RN)                     | Stadio Claudio Bindi                  | 3º posto in Eccellenza/B           |
| Reno               | Sant'Alberto di Ravenna                        | Stadio Comunale Nostini               | 7º posto in Eccellenza/B           |
| Russi              | Russi (RA)                                     | Stadio Bruno Bucci                    | 10º posto in Eccellenza/B          |
| Sampierana         | San Piero in Bagno di Bagno di Romagna (FC)    | Stadio Paolo Campodoni                | 1º posto in Promozione/D, promosso |
| Sanpaimola         | San Patrizio di Conselice (RA)                 | Stadio Comunale Buscaroli (Conselice) | 13º posto in Eccellenza/B          |
| Sant'Agostino      | Sant'Agostino di Terre del Reno (FE)           | Centro Sportivo Caselli               | 12º posto in Eccellenza/B          |
| Solarolo           | Solarolo (RA)                                  | Stadio Cesare Arboscelli              | 3º posto in Promozione/C, promosso |
| Tropical Coriano   | Coriano (RN)                                   | Stadio Daniele Grandi                 | 5º posto in Eccellenza/B           |
| Vis Novafeltria    | Novafeltria (RN)                               | Stadio Comunale (Secchiano Marecchia) | 14º posto in Eccellenza/B          |

### Classifica finale
|  | Pos. | Squadra            | Pt | G  | V  | N  | P  | GF | GS | DR  |
|  | ---- | ------------------ | -- | -- | -- | -- | -- | -- | -- | --- |
|  | 1.   | Tropical Coriano   | 64 | 34 | 19 | 7  | 8  | 32 | 23 | +9  |
|  | 2.   | Mezzolara          | 64 | 34 | 17 | 13 | 4  | 62 | 33 | +29 |
|  | 3.   | Pietracuta         | 62 | 34 | 16 | 14 | 4  | 52 | 28 | +24 |
|  | 4.   | Castenaso          | 59 | 34 | 15 | 14 | 5  | 47 | 28 | +19 |
|  | 5.   | Sampierana         | 50 | 34 | 14 | 8  | 12 | 41 | 45 | -4  |
|  | 6.   | Russi              | 49 | 34 | 13 | 10 | 11 | 43 | 34 | +9  |
|  | 7.   | Sanpaimola         | 48 | 34 | 13 | 9  | 12 | 46 | 41 | +5  |
|  | 8.   | Medicina Fossatone | 47 | 34 | 11 | 14 | 9  | 45 | 42 | +3  |
|  | 9.   | Solarolo           | 46 | 34 | 11 | 13 | 10 | 44 | 42 | +2  |
|  | 10.  | Massa Lombarda     | 46 | 34 | 12 | 10 | 12 | 45 | 30 | +15 |
|  | 11.  | Futball Cava Ronco | 45 | 34 | 13 | 6  | 15 | 33 | 40 | -3  |
|  | 12.  | Osteria Grande     | 42 | 34 | 11 | 9  | 14 | 34 | 38 | -4  |
|  | 13.  | Gambettola         | 42 | 34 | 11 | 9  | 14 | 31 | 32 | -1  |
|  | 14.  | Sant'Agostino      | 42 | 34 | 10 | 12 | 12 | 36 | 40 | -4  |
|  | 15.  | Reno               | 37 | 34 | 10 | 7  | 17 | 30 | 44 | -14 |
|  | 16.  | Faenza             | 36 | 34 | 8  | 12 | 14 | 31 | 45 | -14 |
|  | 17.  | Vis Novafeltria    | 26 | 34 | 6  | 8  | 20 | 26 | 55 | -29 |
|  | 18.  | Granamica          | 22 | 34 | 5  | 7  | 22 | 21 | 59 | -38 |

Legenda:
       Promosso in Serie D 2025-2026.
       ammesso agli spareggi nazionali.
 ammesso ai play-off o ai play-out.
       Retrocesso in Promozione 2025-2026.
Regolamento:
Tre punti a vittoria, uno a pareggio, zero a sconfitta.
In caso di arrivo di due o più squadre a pari punti, la graduatoria verrà stilata secondo la classifica avulsa tra le squadre interessate che prevede, in ordine, i seguenti criteri:
- Punti negli scontri diretti.
- Differenza reti negli scontri diretti.
- Differenza reti generale.
- Reti realizzate in generale.
- Sorteggio.

### Risultati

#### Tabellone
|                    | Cas  | Fae  | FCR  | Gam  | Gra  | MLo  | Med  | Mez  | Ost  | Pie  | Ren  | Rus  | Sam  | San  | SAg  | Sol  | TCo  | VNo    |
| ------------------ | ---- | ---- | ---- | ---- | ---- | ---- | ---- | ---- | ---- | ---- | ---- | ---- | ---- | ---- | ---- | ---- | ---- | ------ |
| Castenaso          | –––– | 1-1  | 3-1  | 2-2  | 2-1  | 0-0  | 2-1  | 1-1  | 2-1  | 0-1  | 0-1  | 2-1  | 3-0  | 2-0  | 1-0  | 2-0  | 0-2  | 3-1    |
| Faenza             | 1-0  | –––– | 0-1  | 1-0  | 0-0  | 0-2  | 1-1  | 0-3  | 0-2  | 1-1  | 2-1  | 0-0  | 1-1  | 1-2  | 1-0  | 0-0  | 0-2  | 1-1    |
| Futball Cava Ronco | 0-0  | 1-1  | –––– | 2-1  | 4-0  | 1-4  | 0-2  | 0-1  | 1-0  | 0-2  | 1-2  | 1-3  | 2-0  | 3-2  | 0-0  | 1-0  | 0-1  | 2-1    |
| Gambettola         | 0-2  | 3-0  | 0-2  | –––– | 2-0  | 0-0  | 1-1  | 0-0  | 1-0  | 1-1  | 1-0  | 3-2  | 0-1  | 0-2  | 0-0  | 1-3  | 1-0  | 1-2    |
| Granamica          | 1-3  | 0-2  | 0-1  | 0-1  | –––– | 0-2  | 1-1  | 2-6  | 0-2  | 1-1  | 1-4  | 3-1  | 0-3  | 0-4  | 1-5  | 1-2  | 1-0  | 1-2    |
| Massa Lombarda     | 1-1  | 4-0  | 2-0  | 0-0  | 1-0  | –––– | 3-4  | 0-1  | 2-0  | 2-3  | 2-0  | 1-2  | 0-1  | 4-0  | 0-1  | 1-1  | 0-0  | 0-1    |
| Medicina Fossatone | 0-0  | 1-4  | 3-0  | 1-0  | 0-1  | 1-2  | –––– | 3-2  | 0-0  | 1-1  | 1-1  | 2-1  | 1-1  | 1-1  | 3-1  | 2-0  | 2-3  | 1-2    |
| Mezzolara          | 2-2  | 2-1  | 0-0  | 3-2  | 3-0  | 3-3  | 0-1  | –––– | 1-1  | 3-2  | 1-0  | 4-0  | 3-0  | 2-2  | 2-0  | 4-2  | 1-1  | 3-3    |
| Osteria Grande     | 2-2  | 2-1  | 2-2  | 1-0  | 1-0  | 2-2  | 1-1  | 0-1  | –––– | 1-1  | 1-0  | 0-3  | 0-1  | 0-1  | 1-0  | 0-1  | 2-0  | 4-0    |
| Pietracuta         | 1-1  | 1-1  | 1-0  | 1-0  | 1-0  | 2-1  | 3-1  | 0-0  | 1-1  | –––– | 3-0  | 2-2  | 2-0  | 1-0  | 2-0  | 2-2  | 0-0  | 0-1    |
| Reno               | 1-3  | 4-3  | 0-1  | 0-0  | 0-3  | 0-0  | 1-1  | 2-1  | 1-0  | 2-0  | –––– | 1-1  | 0-0  | 3-2  | 1-2  | 1-2  | 0-1  | 2-1    |
| Russi              | 0-1  | 1-1  | 1-0  | 0-1  | 1-0  | 1-0  | 0-0  | 0-0  | 3-0  | 1-1  | 2-0  | –––– | 4-0  | 0-1  | 1-1  | 4-0  | 2-2  | 0-1    |
| Sampierana         | 0-0  | 2-2  | 0-2  | 2-0  | 0-0  | 0-1  | 3-1  | 3-2  | 3-1  | 1-5  | 1-0  | 3-2  | –––– | 2-3  | 2-2  | 3-1  | 0-1  | 3-0    |
| Sanpaimola         | 1-1  | 0-1  | 3-1  | 1-3  | 0-0  | 1-0  | 2-2  | 0-0  | 2-0  | 1-0  | 1-1  | 0-1  | 1-2  | –––– | 0-0  | 1-3  | 4-1  | 3-1    |
| Sant’Agostino      | 2-2  | 2-1  | 3-0  | 0-2  | 0-0  | 2-2  | 0-1  | 0-3  | 0-1  | 0-3  | 1-0  | 2-0  | 3-1  | 1-4  | –––– | 2-0  | 2-2  | 1-1    |
| Solarolo           | 1-1  | 1-0  | 2-1  | 1-1  | 1-1  | 1-0  | 2-2  | 1-1  | 2-2  | 3-4  | 4-0  | 1-2  | 0-0  | 3-0  | 1-1  | –––– | 0-0  | 0-0    |
| Tropical Coriano   | 1-0  | 2-0  | 0-2  | 1-0  | 2-0  | 1-0  | 1-0  | 1-2  | 1-0  | 0-3  | 1-0  | 0-1  | 1-0  | 1-0  | 0-0  | 1-0  | –––– | 2-0    |
| Vis Novafeltria    | 0-2  | 1-2  | 0-0  | 0-3  | 1-2  | 0-3  | 1-2  | 0-1  | 2-3  | 0-0  | 0-1  | 0-0  | 1-2  | 1-1  | 1-2  | 0-3  | 0-1  | ––––\| |

### Spareggi

#### Spareggio 1° posto
|           | Risultato |                  | Luogo, data e ora                 |
| --------- | --------- | ---------------- | --------------------------------- |
| Mezzolara | 0-1       | Tropical Coriano | Rimini, 11 maggio 2025, ore 16:30 |
|           |           |                  |                                   |

#### Play-off
|  | Semifinali | Semifinali | Semifinali |            |           | Finale | Finale | Finale |  |
|  |            |            |            |            |           |        |        |        |  |
|  | 2          | Mezzolara  |            |            |           |        |        |        |  |
|  | 2          | Mezzolara  |            |            |           |        |        |        |  |
|  | 5          | [ 7 ]      |            |            |           |        |        |        |  |
|  | 5          | [ 7 ]      |            | 2          | Mezzolara | 2      |        |        |  |
|  |            |            |            | 2          | Mezzolara | 2      |        |        |  |
|  |            |            | 3          | Pietracuta | 0         |        |        |        |  |
|  | 3          | Pietracuta | 3          | Pietracuta | 0         | 3      |        |        |  |
|  | 3          | Pietracuta |            |            |           |        |        |        |  |
|  | 4          | Castenaso  | 0          |            |           |        |        |        |  |

##### Semifinali
In questo girone si è disputata una sola semifinale in quanto il distacco fra seconda e quinta è stato pari o superiore a 7 punti.
|            | Risultato |           | Luogo, data e ora                     |
| ---------- | --------- | --------- | ------------------------------------- |
| Pietracuta | 3-0       | Castenaso | Pietracuta, 11 maggio 2025, ore 16:30 |
|            |           |           |                                       |

##### Finale
|           | Risultato |            | Luogo, data e ora                 |
| --------- | --------- | ---------- | --------------------------------- |
| Mezzolara | 2-0       | Pietracuta | Budrio, 18 maggio 2025, ore 16:30 |
|           |           |            |                                   |

#### Play-out
|               | Risultati |        | Luogo, data e ora                        |
| ------------- | --------- | ------ | ---------------------------------------- |
| Gambettola    | 0-1       | Faenza | Gambettola, 11 maggio 2025, ore 16:30    |
| Sant'Agostino | 2-0       | Reno   | Sant'Agostino, 11 maggio 2025, ore 16:30 |
|               |           |        |                                          |